# Мінеке Схіппер
Мінеке Схіппер (повне ім'я Вільгельміна Яннеке Йозефа де Леу, нар. 6 грудня 1938, с. Полсбрук, Нідерланди) — голландська професорка міжкультурного літературознавства в Лейденському університеті, авторка наукової та художньої літератури. Найбільш відома своїми працями із порівняльної міфології літератури та міжкультурних досліджень.

## Діяльність
Мінеке Схіппер дала поштовх розвитку міжкультурного літературознавства. Дослідниця працювала запрошеною професоркою у Буркіні-Фасо, Зімбабве, Кенії, Нігерії, читала лекції у Китаї, де брала участь у проектах з історії героїв та міфології творіння спільно з колегами з Китайської академії соціальних наук (CASS).
Свою діяльність Мінеке Схіппер спрямовує не лише на академічну, але і на практичну аудиторію. Як письменниця, читає лекції в університетах Берклі, Пекіна, Стокгольма, Преторії, а також для мусульманської громади в Найробі, синагоги в Лейдені, Форуму арабських жінок, Чайного будинку в Пекіні, книжкового ярмарку в Стамбулі, Товариства фольклористів у Єгипті.

## Художня література
Її наукові зацікавлення світовими традиціями, міфами, прислів'ями знайшли відображення у всесвітньовідомій праці «Ніколи не беріть шлюб із жінкою з великими ногами»(1996). У ній вміщено тисячі прислів'їв про жінок зі всього світу, базуючись на яких, авторка застосовує критичний аналіз щодо різного сприйняття жінки в світових культурних, релігійних, гендерних, сексуальних традиціях. За цю книгу авторка отримала нагороду Eureka Award 2005. Праця була опублікована турецькою, китайською, іспанською, арабською, корейською, португальською мовами.
Ще одна праця, яка заслуговує на увагу — книга «Голі чи покриті. Світова історія одягання та оголення» (2017), в якій авторка описує історію голого та одягненого тіла через культурну призму сучасності та минувшини. У ній Мінеке Схіппер вміло поєднує академічний стиль та гумор, що дозволяє читачу краще зрозуміти природу людського тіла та трансляцію образу індивіда в суспільстві.